# Apiogaster decellei
Apiogaster decellei là một loài bọ cánh cứng trong họ Cerambycidae.